# Phare de Ponta do Barril
Le phare de Ponta do Barril est un phare situé sur Ponta do Barril, proche du village de Tarrafal de São Nicolau sur l'île de São Nicolau l'une des îles de Barlavento, au Cap-Vert. 
Ce phare géré par la Direction de la marine et des ports (Direcção Geral de Marinha e Portos ou DGMP).

## Histoire
Ponta do Barril est le point le plus à l'est de l'île de São Nicolau, à environ 8 km au nord-ouest de Tarrafal de São Nicolau.
Le phare a été érigé sur ce promontoire et mis en service en 1891 durant la période où le port de Mindelo sur l'île de São Vicente était très fréquenté par les navires qui allaient en Afrique de l'Ouest et du Sud et en Australasie, même après l'achèvement du canal de Suez en Égypte. Après la baisse du trafic maritime, le phare continue à guider vers les navires locaux et les cargos de deux ports de l'île.

## Description
Le phare est une tour pyramidale avec une petite lanterne, de 9 m de haut. La maison de gardien a été bâti à proximité. Il émet, à une hauteur focale de 12 m, trois éclats blancs toutes les 12 secondes. Sa portée est de 17 milles nautiques (environ 31 km).
Identifiant : ARLHS : CAP-001 ; PT-2058 - Amirauté : D2934 - NGA : 113-24132 .
|                    |
| Île de São Nicolau |

### Lien connexe
- Liste des phares au Cap-Vert